# 甲米猪笼草
甲米豬籠草（學名：Nepenthes krabiensis）是一种泰国南部特有的豬籠草，分布于海拔600-700米处。其与共轭猪笼草（N. rosea）存在密切近缘关系。
其种加词的「krabiensis」来源于其产地泰国甲米“Krabi”。